# ゴルファー
ゴルファー（英語: Golfer）は、ゴルフをする人物。一般的に、ゴルフ競技会（大会）でプレイする人物（ゴルフ選手）を表す。

## プロゴルファー

### 定義
規則上はプロフェッショナルゴルファーという。
プロ資格を有し、競技会に参加する人物をツアープロ（トーナメントプロ）。ゴルフ場などと契約し、ゴルフを教える人物のティーチングプロ（レッスンプロ）と呼ぶ。プロゴルフの海外ツアー大会に参加する人物を「海外ツアー選手」という。

### 主なゴルファー
- プロゴルファー一覧・Category:各国のゴルファーの項を参照。

## アマチュアゴルファー

### 定義
R&Aルールズリミテッドや全米ゴルフ協会（USGA）により承認された国際的なアマチュア資格規則では、アマチュアゴルファーは「競技としてプレーするか、娯楽としてプレーするかにかかわらず、職業としてでも、金銭的利益のためでもなく、ゴルフのもたらす挑戦のためにゴルフをプレーする人」と定義される。
なお、各国のアマチュア資格規則の統轄団体によって決められた特定の年齢未満のアマチュアゴルファーをジュニアゴルファーという。日本では満18歳以下とされている。

### アマチュア資格
アマチュアゴルファーが公的なアマチュアゴルフ競技の場（大会等）でプレーするためにはアマチュア資格規則に定めるアマチュア資格を必要とする。アマチュア資格規則に違反する行動をとった場合にはアマチュア資格を喪失することがあり、その場合は公的なアマチュア競技への参加資格を失う。
アマチュア資格規則ではプロゴルファーとして行動したり名乗ったりする行為（違反となるような賞金や技術指導報酬の受領等）を禁止しており、規則違反に対しては資格喪失等の制裁措置が講じられるが、これはその個人がプロゴルファーとみなされた結果ではないため「アマチュアではないゴルファー」として区別する。

### 競技・娯楽としての態様

#### 企業のゴルフ
企業、団体のゴルフには、接待の一部として取り組む場合、ゴルフコンペ、ゴルフ部として運営する場合がある。

#### 学生のゴルフ
学生のゴルフには、中学・高等学校のゴルフ部、スポーツクラブに所属して取り組む場合がある。学生アマチュアとも呼ぶ。

#### 愛好者のゴルフ
健康推進スポーツの一環、個人で楽しむ場合の趣味、チャリティーゴルフ大会など。
現役引退者（老人会など）、芸能人（芸能人ゴルフ部）、地域住民（商店街）など

## 歴史
日本初のゴルファーは1907年（明治40年）に神戸ゴルフ倶楽部に入会・コースに出てプレーした記録がある小倉正太郎、また日本初の女子ゴルファーはその妹の小倉末子といわれる。ただし、1896年に留学先の英国でゴルフをした海軍軍人水谷叔彦が日本人ゴルファー第1号とも称される。

## 主なゴルフ大会

### プロ
- 全米プロゴルフ選手権
- 全米プロシニアゴルフ選手権
- 全米女子プロゴルフ選手権
- 日本プロゴルフ選手権大会
- 日本女子プロゴルフ選手権大会

### アマチュア
- 全英アマチュアゴルフ選手権
- 全米アマチュアゴルフ選手権
- 日本アマチュアゴルフ選手権競技
- 日本女子アマチュアゴルフ選手権競技

### プロ・アマ混合の大会
- ヒューマナ・チャレンジ
- AT&Tペブルビーチナショナルプロアマ
- アルフレッド・ダンヒル・リンクス選手権
- ザ・レジェンド・チャリティプロアマトーナメント